# Storonîce, Izeaslav
Storonîce (în ucraineană Сторониче) este un sat în comuna Borîsiv din raionul Izeaslav, regiunea Hmelnîțkîi, Ucraina.

## Demografie
Componența lingvistică a localității Storonîce
     Ucraineană (100%)
Conform recensământului din 2001, toată populația localității Storonîce era vorbitoare de ucraineană (100%).